# Siliștea (gmina w okręgu Teleorman)
Siliștea – gmina w Rumunii, w okręgu Teleorman. Obejmuje miejscowości Butești, Siliștea i Siliștea Mică. W 2011 roku liczyła 2513 mieszkańców. 